# Amblans-et-Velotte
Amblans-et-Velotte là một xã thuộc tỉnh Haute-Saône trong vùng Bourgogne-Franche-Comté phía đông nước Pháp.